# Medininkai

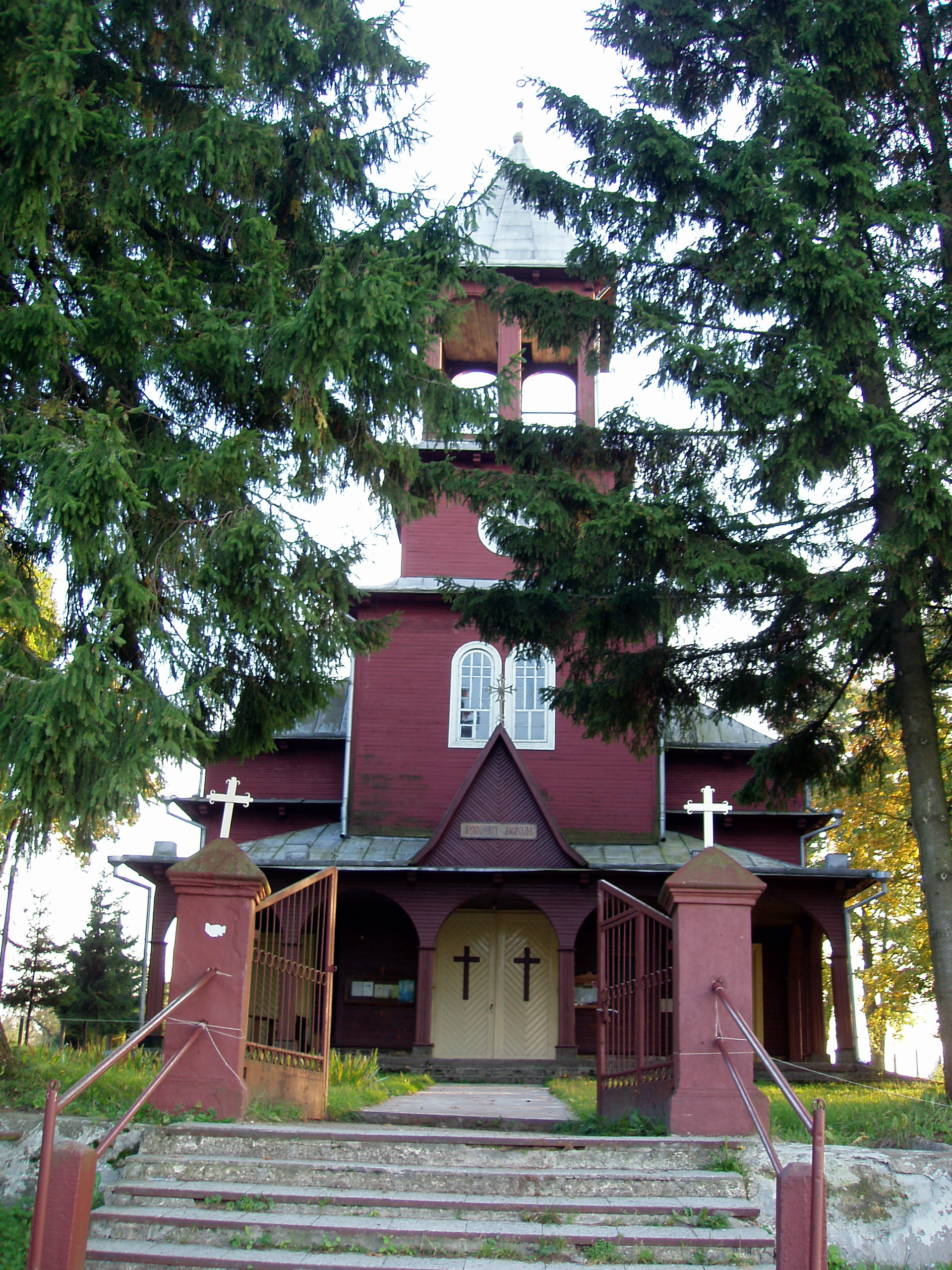
Biserica din Medininkai

Medininkai (în poloneză Miedniki Królewskie; belarusă Меднікі) este un sat din Lituania, situat la 26 kilometri (16 mi) de Vilnius și 2 kilometri (1,2 mi) de granița lituaniano-belarusă. Conform recensământului din 2001, satul a avut 508 de locuitori. Medininkai este centrul administrativ al unei seniūnija (cea mai mică diviziune administrativă din Lituania). Potrivit unui raport din 2010, acesta avea 1374 de locuitori, dintre care 92,3% erau polonezi, 3,2% lituanieni și 2,9% ruși.
Satul este situat pe Dealul Medininkai, aproape de cele mai înalte puncte din Lituania - Dealul Juozapinė și Dealul Aukštojas. Satul este renumit pentru ruinele Castelului Medininkai. Perimetrul defensiv al castelului era de 6,5 hectare; acesta este cel mai mare castel din Lituania. Din 2004, castelul aparține Muzeului Istoric Trakai. La sfârșitul lunii septembrie 2012, castelul a fost deschis după reconstrucție, aici se găește o colecție de trofee de vânătoare a președintelui Algirdas Brazauskas și o expoziție dedicată istoriei castelului. Accesul este liber în zona adiacentă zidurilor donjonului și, în timp cald, și în zona superioară a donjonului.
La 31 iulie 1991 un post (ilegal la aceea dată) lituanian de frontieră a fost atacat de forțele OMON sovietice (în rusă ОМОН — Отряд Мобильный Особого Назначения). Șapte ofițeri voluntari lituanieni au fost împușcați, în timp ce Tomas Šernas abia a supraviețuit. Satul a fost prezentat pentru scurt timp în filmul din 2007, Hannibal Rising (Hannibal: În spatele măștii). 

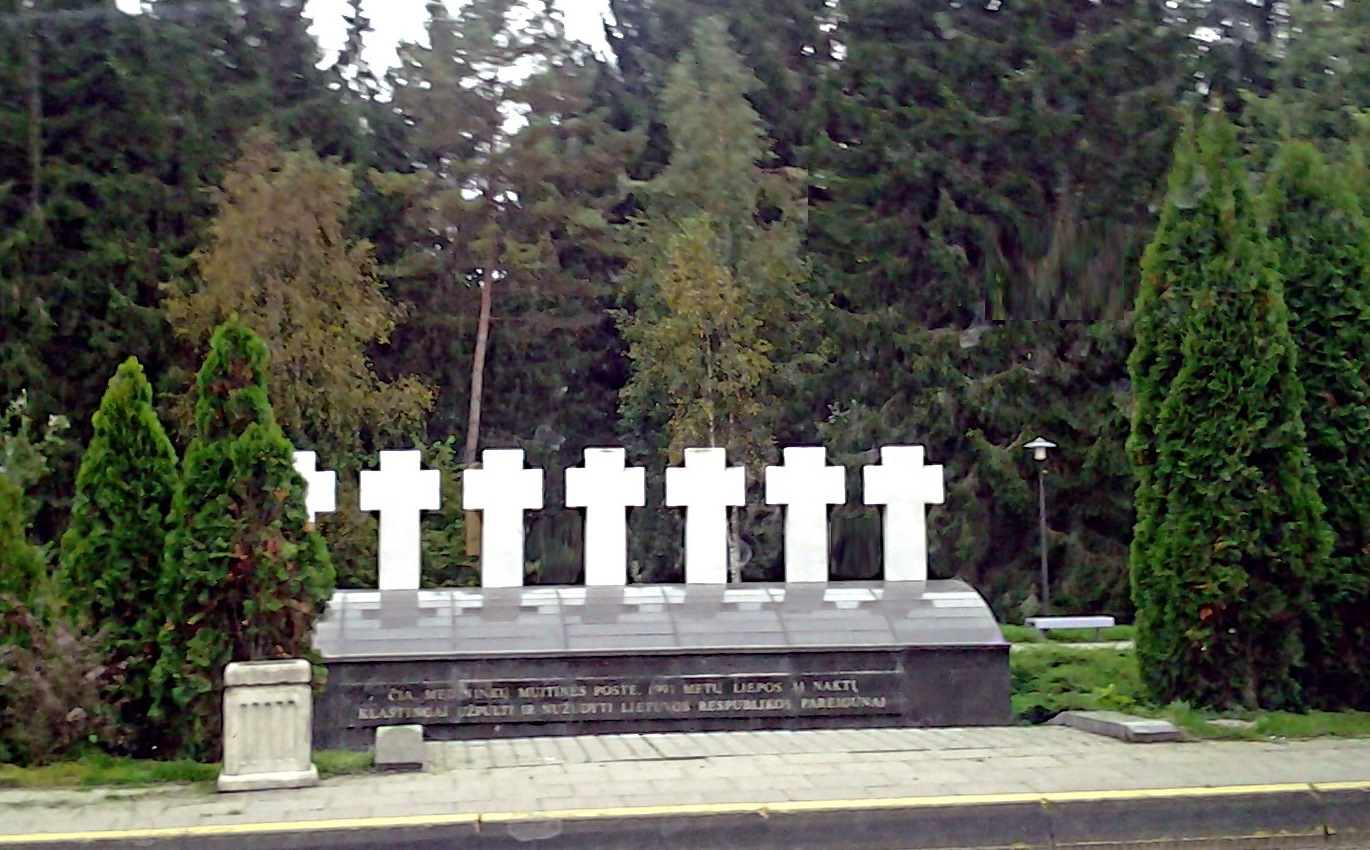
Monumentul celor șapte ofițeri vamali lituanieni, uciși pe 31 iulie 1991 la Medininkai